# Cuora flavomarginata
La tartaruga scatola flavomarginata (Cuora flavomarginata Gray, 1863) è una rara specie di tartaruga della famiglia dei Geoemididi.

## Tassonomia
Ne vengono riconosciute due sottospecie:
- C. f. flavomarginata (Gray, 1863). Sottospecie nominale, diffusa in Cina (Anhui, Fujian, Henan, Hubei, Hunan, Jiangsu, Jiangxi, Zhejiang) e nell'isola di Taiwan.
- C. f. evelynae (Ernst e Lovich, 1990). Sottospecie endemica delle isole Ryukyu. Alcuni autori la considerano come specie a sé stante.

## Descrizione
È una specie di ridotte dimensioni, tanto che le femmine, leggermente più grandi dei maschi, non superano i 200 mm di lunghezza. Il carapace è ovale, bombato e scarsamente seghettato sui margini; presenta due carene laterali appena accennate e una vertebrale, più evidente, pigmentata di giallo. La colorazione di fondo è scura, da marrone a nera, ed ogni scuto ha una chiazza rossiccia attorno all'areola. Il piastrone, anch'esso ovale, è liscio marginalmente e presenta la tipica cerniera tra scuti pettorali e addominali che consente la chiusura ermetica della corazza nelle testuggini «scatola»; la pigmentazione è uniformemente nera o marrone scura, talvolta con un sottile margine giallo più o meno esteso in lunghezza; gli scuti anali sono privi di intaccature. La testa, marrone chiaro o verde-oliva, è decorata con una banda gialla finemente bordata di nero che si estende longitudinalmente nella regione parietale e post-orbitale.

## Distribuzione e habitat
L'areale si estende nelle province cinesi orientali e sud-orientali (Anhui, Fujian, Henan, Hubei, Hunan, Jiangsu, Jiangxi, Zhejiang), nell'isola di Taiwan e nell'arcipelago giapponese di Ryukyu. È una specie semi-acquatica che popola le aree marginali di foreste umide planiziali e collinari (fino a 500 m di quota), tenendosi sempre in prossimità di raccolte d'acqua. Raramente può essere rinvenuta nei pressi di risaie, stagni e valli fluviali.

## Biologia
C. flavomarginata è attiva prevalentemente di notte in estate, mentre nei mesi più freschi (aprile-maggio e settembre-novembre) tende ad essere prettamente diurna; il periodo di ibernazione va da ottobre ad aprile. La dieta è onnivora e comprende frutta, vegetali e piccoli invertebrati. Il periodo di deposizione, così come il numero e la dimensione delle uova, varia tra le popolazioni insulari e quelle continentali. Le femmine depongono da 2 a 8 uova, in uno o più nidi scavati nella sabbia o nel terreno tra giugno e settembre.

## Conservazione
La sopravvivenza di questa specie è minacciata principalmente dalla riduzione dell'habitat (deforestazione) e dal commercio. C. flavomarginata è utilizzata, infatti, per l'alimentazione e per la medicina tradizionale cinese, oltre che come specie da allevamento (terraristica).